# Damiano da Finale
Damiano da Finale, noto anche come Damiano Furcheri (Perti, ... – Reggio Emilia, 1484), è stato un presbitero italiano.
Sacerdote dell'Ordine dei frati predicatori, il suo culto come beato è stato confermato da papa Pio IX nel 1848.

## Biografia
Apparteneva al movimento di riforma osservante promosso dal maestro generale dell'ordine, Marziale Auribelli, e introdotto nel convento di Reggio per volere di papa Pio II e a istanza del duca Borso d'Este.
Le notizie sulla sua vita sono scarse, ma i biografi ne sottolineano lo spirito di preghiera e penitenza e la vasta cultura.

## Il culto
Fu sepolto nella chiesa del convento reggiano di San Domenico, presso il quale si spense. La reliquia del suo braccio fu donata nel 1503 ai domenicani di Vigevano.
Papa Pio IX, con decreto del 4 agosto 1848, ne confermò il culto con il titolo di beato.
Il suo elogio si legge nel martirologio romano al 26 ottobre.